# Рубінштейн Модест Йосипович
Модест Йосипович Рубінштейн (11 жовтня 1894 року, Єлисаветград (нині — Кропивницький) — 24 липня 1969 року, Москва) — радянський економіст і громадський діяч, публіцист. Доктор економічних наук (1935), професор (1954). Учасник Пагвоського руху та інших міжнародних організацій. Член Комісії партійного контролю при ЦК ВКП(б) у 1934—1939 роках.

## Життєпис
Модест Рубінштейн народився 1894 року в Єлисаветграді (нині Кропивницький) у родині лікаря. У 1911 році закінчив реальне училище в місті Білостоці (Російська імперія, нині Польща). Протягом 1911 року Модест Рубінштейн служив матросом (юнгою) на кораблі «Іляро» (рейс в Африку).
З 1912 по 1917 роки навчався в Цюрихському університеті на біологічному факультеті (закінчив перший курс у 1914 році), потім — у Петроградському психоневрологічному інституті (закінчив два курси в 1915 році) та Московському університеті на медичному факультеті. За фахом — лікар.
Член РСДРП(б) з жовтня 1915 року.
У 1917 році Модест Рубінштейн почав працювати полковим лікарем 691-го Стоходського полку на Південно-західному фронті.  У листопаді 1917 року обраний товаришем (заступником) голови Військово-революційного комітету Особливої армії Південно-західного фронту. У 1918 році був обраний делегатом від Південно-західного фронту на 3-й Всеросійський з'їзд Рад.
Після демобілізації, з лютого по травень 1918 року працював завідувачем відділу соціального страхування комісаріату праці Московської області. У травні 1918 — травні 1919 року — заступник завідувача відділу соціального страхування і охорони праці Народного комісаріату праці РРФСР.
У червні 1919 — червні 1920 року — начальник агітаційного відділу, заступник начальника політичного відділу групи військ, начальник евакуаційного відділу санітарної частини на Південному фронті РСЧА.
У червні — вересні 1920 року — заступник завідувача відділу охорони праці ВЦРПС і Народного комісаріату праці РРФСР.
У жовтні 1920 — березні 1921 року — начальник радянського відділу політичного відділу 1-ї Кінної армії.
З квітня 1921 по березень 1930 року працював завідувачем організаційного відділу, завідувачем відділу міжнародних комітетів пропаганди, завідувачем соціально-економічного відділу в Червоному Інтернаціоналі профспілок (Профінтерні), входив до центральної ради Профінтерну. У 1923 році Модест Рубінштейн був переведений до середньоєвропейського бюро Профінтерну у Берліні. У 1925—1930 роках перебував у відрядженнях в Європі, США, Австралії та Китаю.
У вересні 1930 року обраний дійсним членом Комуністичної Академії, потім — кандидатом у члени президії Академії та заступником директора Інституту економіки. У 1931 році у складі радянської делегації брав участь у 2-му конгресі з історії науки і техніки у Лондоні (Велика Британія).
З лютого 1931 по лютий 1934 року — член президії Держплану СРСР.
У 1934 році на 17-му з'їзді ВКП (б) Модеста Рубінштейна обрали до складу Комісії Партійного Контролю при ЦК ВКП (б). У лютому 1934 — квітні 1939 року — керівник групи із хімічної промисловості Комісії партійного контролю при ЦК ВКП(б). Одночасно в 1936—1937 роках працював завідувачем іноземного відділу редакції газети «Правда». З квітні 1938 по червень 1939 року — член Держплану СРСР.
У червні 1939 — липні 1941 працював старшим науковим співробітником Інституту світового господарства і світової політики Академії наук СРСР.
У липні 1941 року 46-річний Модест Рубінштейн пішов добровольцем до 21-ї дивізії Народного ополчення Київського району Москви (пізніше 173-а дивізія). Був старшим інструктором політвідділу 173-ї дивізії і 7-го відділу політуправління Західного фронту. Брав участь у бойових діях під час оборони Москви і при звільненні Смоленська. Потім служив начальником відділу 273-ї стрілецької дивізії на 3-му Прибалтійському фронті. Демобілізований в 1945 році в званні підполковника.
У липні 1945 — листопаді 1947 року — завідувач сектора Інституту світового господарства і світової політики Академії наук СРСР. Член вченої ради інституту.
У 1948—1956 роках Модест Рубінштейн працював в інституті економіки Академії наук СРСР.
Він входив до групи вчених — учасників бесіди з Йосипом Сталіним з питань політичної економії 15 лютого 1952 року.
У 1954—1955 роках працював радником уряду Індії при розробці 2-го п'ятирічного плану розвитку Індії.
У 1956 році — учасник радянської делегації на виборах президента США.
З серпня 1956 по 1969 рік працював в Інституті світової економіки і міжнародних відносин Академії наук СРСР. В різний час Модест Рубінштейн обіймав посади завідувача сектором, старшого наукового співробітника, члена вченої ради інституту.
Модест Рубінштейн — учасник Пагвоського руху вчених світу (брав участь у восьми конференціях), конференцій ЮНЕСКО та інших міжнародних організацій, член Радянського Пагвоського комітету.
Основні напрямки наукової роботи
- економіка сучасного капіталізму, її протиріччя та світова економічна криза 1930 року,
- проблеми міжнародного робітничого руху, економічне змагання двох систем, аналіз розвитку науки і техніки в СРСР і капіталістичних країнах,
- боротьба за мир і роззброєння проти атомної загрози,
- атомна проблема в її міжнародному та політичному аспекті, питання господарського будівництва в СРСР тощо.

Загалом у 1921—1969 роках було опубліковано понад 30 книг і брошур, близько 300 статей Модеста Рубінштейна. Багато наукових праць вченого перекладено 16-ма мовами світу.
Помер 24 липня 1969 року в Москві, похований в колумбарії Новодівочого цвинтаря Москви.

## Нагороди
- Орден Червоної Зірки (1943),
- Орден Трудового Червоного Прапора (1964),
- Орден «Знак Пошани» (1967).

## Родина
Дружина — Кузнєцова Наталія Абрамівна (1895—1979)

## Вибрані праці
- Трибуна Пролеткульта, 1921 г. стр. 98, 101 (стихи).
- Современный капитализм и организация труда, 1923 г. (3 издания).
- Социальные корни реформизма. 1926. Издание Профинтерна.
- Империалистические войны будущего, 1929 г.
- Мировой экономический кризис капитализма, 1931 г. (2 изд.)
- Пути технической реконструкции во 2-й пятилетке, 1932 г.
- Экономическое соревнование двух систем, 1939 г.
- Химическая промышленность капиталистических стран (подписана к печати 19.06.1941 г., но не издана).
- Предисловие к брошюре Д. Хогертона и Э. Рэймонда «Когда Россия будет иметь атомную бомбу?», 1948 г.
- Буржуазная наука и техника на службе американского империализма, 1951 г.
- Политическая экономия. Учебник (один из авторов). Под ред. К. В. Островитянова. 1954 г.
- Военные базы США — угроза миру и безопасности народов, 1955 г.
- Экономическое развитие республики Индии, 1956 г.
- Если бы не было гонки вооружений, 1958 г.
- Научно-техническая революция в условиях современного государственно-монополистического капитализма (совместно с Н. Гаузнером), глава 4 в книге «Политическая экономия современного монополистического капитализма», 1971 г. (посмертно).